# Notoplites armigera
Notoplites armigera är en mossdjursart som beskrevs av Hayward 1981. Notoplites armigera ingår i släktet Notoplites och familjen Candidae. Inga underarter finns listade i Catalogue of Life.